# BabelScores
BabelScores ist eine digitale Notenbibliothek, die ausschließlich zeitgenössischer Musik gewidmet ist. Sie wurde 2009 gegründet und bietet seitdem eine Plattform für die Verbreitung und Förderung von Musik, die in den letzten 50 Jahren geschrieben wurde. BabelScores stellt einen ständig wachsenden Katalog mit Werken von Komponistinnen und Komponisten aus der ganzen Welt bereit.

## Geschichte
Im Jahr 2009 kam eine Gruppe von Kompositionsstudenten des Pariser Konservatoriums auf die Idee, eine digitale Musikbibliothek für die neueste zeitgenössische Musik zu schaffen. Die Gründung von BabelScores und seiner digitalen Plattform basiert auf dem Wunsch, die Arbeit zeitgenössischer Komponistinnen und Komponisten zu fördern. Die Plattform steht für globale Vernetzung und zielt darauf, ein Verbreitungsinstrument für Musikerinnen und Musiker, Universitäten, Konservatorien, Ensembles, Orchester, Musikwissenschaftlerinnen und -wissenschaftler sowie Festivals bereitzustellen. Sie wurde 2010 von den Komponisten Pedro García-Velásquez und Lucas Fagin offiziell ins Leben gerufen.
Zwischen 2009 und 2021 hat BabelScores eine Sammlung von über 480.000 Notenseiten erworben und bereitgestellt.

## Inhalt
Die BabelScores Online-Bibliothek sammelt ausgewählte Musik von über 600 Komponistinnen und Komponisten aus der ganzen Welt. Sie bietet vollständig digitalisierte Partituren (direkt von BabelScores oder von Partnerverlagen herausgegeben), die über ein Lesegerät im Booklet-Stil angezeigt werden, mit Zoom- und Vollbild-Optionen, Streaming-Audioaufnahmen und Bemerkungen der Komponistin oder des Komponisten. Die Suchmaschine der Bibliothek bietet mehrere Suchkategorien, wie z. B. Komponistin/Komponist, Genre (Vokalmusik, Instrumentalmusik usw.), Datum, Instrument, geografische Region oder Schwierigkeitsgrad. Die Bibliothek hat auch eine Biografieseite für alle Komponistinnen und Komponisten.
Die Benutzeroberfläche von BabelScores ist auf Französisch, Englisch und Spanisch verfügbar.
BabelScores ist aktiv an der Forschung zu Themen rund um "digitale Partituren" beteiligt. Dies umfasst die Zusammenarbeit mit der Französischen Nationalbibliothek zur "Bewahrung digitaler Partituren" sowie die Entwicklung von Multimedia-Partituren, die auf einem lokalen "BabelBox"-Netzwerk verteilt werden.

## Zugang
Der Zugang zur Babelscores-Bibliothek wird als individuelles oder institutionelles Abonnement angeboten.